# Anuropus sanguineus
Anuropus sanguineus är en kräftdjursart som beskrevs av Nunomura 1983. Anuropus sanguineus ingår i släktet Anuropus och familjen Anuropidae. Inga underarter finns listade i Catalogue of Life.